# 兰州号导弹驱逐舰
“兰州”号导弹驱逐舰（舷号170）简称“兰州”舰，是中国人民解放军海军052C型导弹驱逐舰第一批次首舰，也是解放军海军首艘装备有源相控阵雷达及垂直发射系统的第三代导弹驱逐舰，可单独或协同海军其他兵力攻击水面舰艇、潜艇，具有较强的远程警戒探测和区域防空作战能力。兰州舰于2001年6月由江南造船厂开工建造，2003年4月下水，2005年8月入列，现服役于南海舰队驱逐舰第九支队。兰州舰舰名取自甘肃省省会兰州市，其入列命名授旗仪式于2005年10月18日在海南省三亚市举行。

## 历史
2007年初，“兰州”号导弹驱逐舰和“海口”号导弹驱逐舰两艘第一批次052C型驱逐舰在南海开展了实战对抗演练。
2009年4月23日，“兰州”号导弹驱逐舰作为当时解放军海军的新型装备之一，参加了在山东省青岛市附近黄海海域举行的中国人民解放军海军成立60周年海上阅兵。
2009年5月下旬，“兰州”号导弹驱逐舰与“昆仑山”号综合登陆舰、“青海湖”号综合补给舰及“巢湖”号综合补给舰等组成特混编队，在南海进行了为期17天的远航机动作战训练。该次演练创造了当时解放军海军航行中三向补给时间最长、单舰船补给量最大、干货单筐补给量最大等3项纪录。
2010年6月30日，“兰州”号导弹驱逐舰与“昆仑山”号船坞登陆舰等共同组成中国海军第六批护航编队，从广东省湛江市起航，前往亚丁湾和索马里海域接替第五批护航编队执行护航任务。编队航行约4600海里，经西沙、南沙、新加坡海峡、马六甲海峡，穿越印度洋，于2010年7月14日抵达亚丁湾西部海域，与中国海军第五批护航编队会合。此次护航任务历时192天，于2011年1月结束。兰州舰在执行任务期间航行逾4万海里，航时4280小时，为31批365艘各类船舶伴随护航，访问了沙特阿拉伯、斯里兰卡、印度尼西亚三个国家。
2012年6月，“兰州”号导弹驱逐舰在防空抗导专项演练中用H/PJ-87型单100毫米舰炮成功拦截超低空高速飞行导弹。
2013年春节期间，正在担负战备巡逻任务的“兰州”号导弹驱逐舰开展了复杂条件下综合攻防演练。
2013年3月19日，“兰州”号导弹驱逐舰与“井冈山”号综合登陆舰、“玉林”号导弹护卫舰及“衡水”号导弹护卫舰等组成南海舰队联合机动编队，进行战备巡逻远海训练。联合机动编队先后航经西沙、南沙、曾母暗沙、巴士海峡、西太平洋等海区，总航程近5000海里，组织完成了30多个课题演练。编队先后巡视了渚碧礁、南薰礁、东门礁、赤瓜礁、永暑礁、华阳礁等南沙岛礁。2013年4月3日，经过16天的航行，兰州舰等完成训练任务返抵三亚某军港。
2013年4月10日，“兰州”号导弹驱逐舰与“衡水”号导弹护卫舰等组成南海舰队远海训练编队。4月16日编队穿过宫古海峡，17日上午在钓鱼岛附近海域进行巡航。
2013年5月30日下午，美国海军太平洋舰队司令塞西尔·黑尼上将访问解放军海军南海舰队。次日下午，黑尼上将一行在南海舰队司令员蒋伟烈陪同下，参观了南海舰队“兰州”号导弹驱逐舰、“衡阳”号导弹护卫舰和“长白山”号综合登陆舰。
2013年7月5日，“兰州”号导弹驱逐舰与其他参加“海上联合-2013”中俄海上联合军事演习的7艘解放军海军水面舰艇抵达俄罗斯符拉迪沃斯托克。双方在日本海彼得大帝湾进行了为期7天的实兵演习。
2013年9月3日，“兰州”号导弹驱逐舰与“柳州”号导弹护卫舰和“鄱阳湖”号综合补给舰等组成舰艇编队，横跨太平洋、穿越麦哲伦海峡进入南大西洋，先后对智利瓦尔帕莱索、巴西里约热内卢和阿根廷布宜诺斯艾利斯进行访问。该次出访历时99天，航程近3万海里，创造了解放军海军首次在南大西洋与外国海军联合军演、首次访问阿根廷的纪录。2013年12月11日，兰州舰等完成出访返抵湛江某军港。
2014年5月，中国海洋石油总公司钻井平台海洋石油981在西沙海域进行钻井作业。因作业受到越南船只干扰，“兰州”号导弹驱逐舰等战舰被调遣至该海域驱逐越方船只、护卫钻井平台。
2018年9月30日，美国海军“迪凯特”号驱逐舰闯入南薰礁邻近海域，“兰州”号导弹驱逐舰奉命进行驱离。美国太平洋舰队发言人查尔斯⋅布朗在声明中称，中美军舰当时距离不足45码（41米）。
2025年1月初，解放军海军9舰编队开赴南海海域进行演练，编队包括2艘055型106号“延安”舰、107号“遵义”舰，2艘052D型173号“长沙”舰、175号“银川”舰，2艘052C型170号“兰州”舰、171号“海口”舰及至少3艘054A型573号“柳州”舰、574号“三亚”舰、575号“岳阳”舰。